# Subilla confinis
Subilla confinis – europejski gatunek wielbłądki (Raphidioptera) z rodziny wielbłądkowatych (Raphidiidae). 
W Polsce jest gatunkiem bardzo rzadko spotykanym. W 2006 roku odnotowano jego częstsze występowanie na Słowacji.